# Produto tensorial de módulos
O produto tensorial de módulos é uma construção na teoria de módulos na qual a dois módulos correspondem um mesmo anel comutativo unitário. O produto tensor é muito importante nos campos da topologia algébrica e geometria algébrica. O produto tensorial também serve para trazer o estudo de aplicações bilineares ou multilinear para as aplicações lineares.